# Dentex fourmanoiri
Dentex fourmanoiri es una especie de peces de la familia Sparidae en el orden de los Perciformes.

## Morfología
• Los machos pueden llegar alcanzar los 21,5 cm de longitud total.

## Distribución geográfica
Se encuentra en las  costas del Pacífico suroccidental (Nueva Caledonia ).